# Ronde van Italië 2016/Achttiende etappe
De achttiende etappe van de Ronde van Italië 2016 werd gereden op 26 mei 2016. Het was een heuvelrit van Muggiò naar Pinerolo. Deze etappe was 240 kilometer lang en was daarmee de langste rit uit de Giro 2016.

## Verloop
Kort na de start ontstaat een omvangrijke kopgroep van 24 renners, met als belangrijkste namen: Gianluca Brambilla, Matteo Trentin, Pim Ligthart, Daniel Oss, Ramūnas Navardauskas, Albert Timmer, Moreno Moser en Ivan Rovny. Brambilla is de enige renner in de kopgroep die binnen het uur van leider Steven Kruijswijk staat: op 55'36". Op de flanken van de Pramartino gaat Pavel Broett er solo vandoor. Het peloton volgt op dat moment op 14 minuten van de kopgroep. Na de eerste maal de kasseiklim van San Maurizzio te hebben gedaan, rijden Brambilla en Moser weg van de rest. Enkele seconden daarachter houdt een groepje van vier met onder andere Matteo Trentin stand. Brambilla en Moser proberen tijdens de tweede beklimming van San Maurizzio van elkaar weg te rijden. Dit lukt niet en de twee maken zich op voor een eindsprint. Op een paar honderd meter voor de finish komt echter Brambilla's ploeggenoot Trentin aangespurt. Hij vliegt de twee voorbij en gaat met de dagzege aan de haal. De favorieten maken in deze etappe geen verschillen.

## Uitslag
| Muggiò naar Pinerolo (240 km) |                      |                             |          |
| Plaats                        | Naam                 | Ploeg                       |          |
| Winnaar                       | Matteo Trentin       | Etixx-Quick Step            | 5u25'34" |
| 2                             | Moreno Moser         | Cannondale Pro Cycling Team | z.t.     |
| 3                             | Gianluca Brambilla   | Etixx-Quick Step            | z.t.     |
| 4                             | Sacha Modolo         | Lampre-Merida               | + 20"    |
| 5                             | Nikias Arndt         | Team Giant-Alpecin          | + 30"    |
| 6                             | Ivan Rovny           | Tinkoff                     | + 34"    |
| 7                             | Matteo Busato        | Wilier Triestina-Southeast  | + 1'10"  |
| 8                             | Christian Knees      | Team Sky                    | + 1'16"  |
| 9                             | Axel Domont          | AG2R La Mondiale            | + 1'24"  |
| 10                            | Davide Malacarne     | Astana Pro Team             | + 4'28"  |
| 11                            | Daniel Oss           | BMC Racing Team             | z.t.     |
| 12                            | Julen Amezqueta      | Wilier Triestina-Southeast  | z.t.     |
| 13                            | Pavel Broett         | Tinkoff                     | + 5'07"  |
| 14                            | Stefan Küng          | BMC Racing Team             | + 5'23"  |
| 15                            | Ramūnas Navardauskas | Cannondale Pro Cycling Team | + 5'40"  |
|                               |                      |                             |          |
| 20                            | Albert Timmer        | Team Giant-Alpecin          | + 7'51"  |
| 40                            | Maxime Monfort       | Lotto Soudal                | + 13'41" |

## Klassementen
| Algemeen klassement |                     |                    |           |
| Plaats              | Naam                | Ploeg              | Tijd      |
| Roze trui           | Steven Kruijswijk   | Team LottoNL-Jumbo | 73u50'37" |
| 2                   | Esteban Chaves      | Orica GreenEDGE    | + 3'00"   |
| 3                   | Alejandro Valverde  | Movistar Team      | + 3'23"   |
| 4                   | Vincenzo Nibali     | Astana Pro Team    | + 4'43"   |
| 5                   | Ilnoer Zakarin      | Team Katjoesja     | + 4'50"   |
| 6                   | Rafał Majka         | Tinkoff            | + 5'34"   |
| 7                   | Bob Jungels         | Etixx-Quick Step   | + 7'57"   |
| 8                   | Andrey Amador       | Movistar Team      | + 8'53"   |
| 9                   | Domenico Pozzovivo  | AG2R La Mondiale   | + 10'05"  |
| 10                  | Kanstantsin Siwtsow | Dimension Data     | + 11'15"  |
|                     |                     |                    |           |
| 19                  | Maxime Monfort      | Lotto Soudal       | + 30'43"  |

| Puntenklassement |                 |                  |        |
| Plaats           | Naam            | Ploeg            | Punten |
| Rode trui        | Giacomo Nizzolo | Trek-Segafredo   | 185    |
| 2                | Matteo Trentin  | Etixx-Quick Step | 141    |
| 3                | Diego Ulissi    | Lampre-Merida    | 137    |
| 4                | Daniel Oss      | BMC Racing Team  | 127    |
| 5                | Sacha Modolo    | Lampre-Merida    | 126    |

| Bergklassement |                    |                    |        |
| Plaats         | Naam               | Ploeg              | Punten |
| Blauwe trui    | Damiano Cunego     | Nippo-Vini Fantini | 134    |
| 2              | Stefan Denifl      | IAM Cycling        | 72     |
| 3              | Darwin Atapuma     | BMC Racing Team    | 69     |
| 4              | Giovanni Visconti  | Movistar Team      | 61     |
| 5              | David López García | Team Sky           | 54     |

| Jongerenklassement |                 |                             |           |
| Plaats             | Naam            | Ploeg                       | Tijd      |
| Witte trui         | Bob Jungels     | Etixx-Quick Step            | 73u58'34" |
| 2                  | Sebastián Henao | Team Sky                    | + 16'44"  |
| 3                  | Davide Formolo  | Cannondale Pro Cycling Team | + 44'36"  |
| 4                  | Valerio Conti   | Lampre-Merida               | + 53'57"  |
| 5                  | Joe Dombrowski  | Cannondale Pro Cycling Team | +1u13'55" |

| Ploegenklassement (tijd) |                             |            |
| Plaats                   | Ploeg                       | Tijd       |
| 1                        | Astana Pro Team             | 221u53'12" |
| 2                        | Cannondale Pro Cycling Team | + 12'42"   |
| 3                        | Movistar Team               | + 16'59"   |
| 4                        | AG2R La Mondiale            | + 20'19"   |
| 5                        | Team Sky                    | + 38'59"   |

## Opgaves
- Manuel Belletti (Wilier Triestina-Southeast)

1e etappe ·
2e etappe ·
3e etappe ·
4e etappe ·
5e etappe ·
6e etappe ·
7e etappe ·
8e etappe ·
9e etappe ·
10e etappe ·
11e etappe ·
12e etappe ·
13e etappe ·
14e etappe ·
15e etappe ·
16e etappe ·
17e etappe ·
18e etappe ·
19e etappe ·
20e etappe ·
21e etappe
Startlijst · Eindstanden · Afbeeldingen